# Adolf Rhein
Adolf Rhein (* 1885; † 1964) war ein Erfurter Buchbinder und Einbandforscher.

Als Buchbinder fertigte er unter anderem eine Reihe künstlerisch und handwerklich anspruchsvoller Handeinbände (z. B. Holzdeckeleinband mit eingeschnittener Schrift, Ehrenurkunde in Aluminium- und Blinddruck nach einem Entwurf von Adolf Möller).
Er erarbeitete anlässlich des 20. Deutschen Bibliothekartages im Jahr 1924 in Erfurt zusammen mit Georg Aderhold eine Ausstellung im Erfurter Kunstverein unter dem Titel 1000 Jahre Schrift und Buch.
Er befasste sich weiterhin mit der Geschichte des handgefertigten Bucheinbandes und des industriell hergestellten Verlagseinbandes und verfasste eine Reihe für das Fach maßgeblicher Aufsätze, so über das Anfertigen von Einbanddurchreibungen. Er legte selbst eine Sammlung von Durchreibungen historischer Bucheinbände an.
Sein Nachlass, bestehend aus Mustersammlungen von Einbandpapieren, Stempelabdrucken, seinen Einbanddurchreibungen, Sonderdrucken, hand- und maschinenschriftlichem Material, Zeitschriftenbänden, Büchern sowie einer Foto- und Negativsammlung zur Erfurter Bibliotheksgeschichte mit Beispielen zu den Bibliotheksräumen und den Buchbeständen, besonders unter einbandkundlichen Gesichtspunkten, befindet sich heute in der Universitäts- und Forschungsbibliothek Erfurt/Gotha.
Die Sammlung der Einbanddurchreibungen ist bisher noch nicht in der Einbanddatenbank erfasst.

## Werke
- Der äußere Buchschutz. Die Entwicklung des deutschen Handeinbandes in Querschnittszeichnungen, in: Festschrift Ernst Kyriss: dem Bucheinbandforscher Dr. Ernst Kyriss in Stuttgart-Bad Cannstatt zu seinem 80. Geburtstag am 2. Juni 1961 gewidmet von seinen Freunden, Stuttgart, Hettler, 1961, S. 475–493.
- Wie das Maschinenzeitalter in der Buchbinderei begann. In: Allgemeiner Anzeiger für Buchbinderei. 75, 1962.
- Die frühen Verlagseinbände. Eine technische Entwicklung 1735 –1850. In: Gutenberg-Jahrbuch, 1962. S. 519–532.
- Das Buchbinderbuch: ein Lehr- und Nachschlagebuch zur Einführung in die Grundlagen der Buchbinderei und Vorbereitung für die Fachprüfungen, Halle (Saale), Knapp, 1954.
- Erfurter Buchbinder seit 500 Jahren: [Festschrift zum 3. Reichsinnungstag des Buchbinder-Handwerks 23. bis 27. Juli 1937 in Erfurt], Erfurt, Thiel & Böhm, 1937.
- Das Abreibeverfahren bei Bucheinbänden. In: Jahrbuch der Einbandkunst. Band 1, 1927, S. 133–137.
- 1000 Jahre Schrift und Buch: Führer durch die Ausstellung im Erfurter Kunstverein, Juni bis August 1924, Erfurt, Ohlenroth, [1924].